# Tršanovci
Tršanovci (Servisch cyrillisch Тршановци) is een plaats in de Servische gemeente Brus. De plaats telt 578 inwoners (2002).